# Megachile sikkimi
Megachile sikkimi là một loài Hymenoptera trong họ Megachilidae. Loài này được Radoszkowski mô tả khoa học năm 1882.